# Condorman
Condorman è un film Disney del 1981 diretto da Charles Jarrott, ispirato al romanzo di Robert Sheckley, L'agente X. È una commedia di fantaspionaggio. Il film segue le comiche avventure dell'illustratore di fumetti Woodrow Wilkins, che si finge un supereroe nel tentativo di indurre alla diserzione una spia sovietica del KGB.

## Trama
Woodrow Wilkins, detto Woody, è un cartoonista creatore di un eroe dei fumetti che ha chiamato Condorman; tuttavia Woody ha una mania: si rifiuta di realizzare delle strisce in cui non appare qualcosa che non possa accadere nel "mondo reale". La sua ultima trovata è testare un paio di ali da condor gettandosi dalla Torre Eiffel, mentre il suo amico Harry lo fotografa da terra; nonostante sembri funzionare all'inizio, l'esperimento non riesce perché un'ala si rompe, e Woody rischia di precipitare, così è costretto ad un atterraggio di fortuna nella Senna. Woody ne rimane seccato e a nulla servono le parole di Harry.
Quando Harry torna nel suo ufficio (è un agente della CIA  a Parigi), viene chiamato dal suo superiore, il Dott. Russ; la stazione è stata incaricata di effettuare uno effettuare uno scambio di importanti documenti nella città di Istanbul. Il problema è che i corrispondenti pretendono che lo scambio sia fatto da un civile, quindi Russ ordina ad Harry di cercare un civile americano per questa missione; con riluttanza Harry recluta Woody, che per entrare nella parte indossa un trench ammanettandosi la valigetta dello scambio al braccio. A Istanbul, Woody incontra una bellissima russa di nome Natalia, la donna attraverso il quale avrà luogo lo scambio: più tardi si scoprirà che in realtà Natalia è una spia sovietica. Woody decide di non rivelare a Natalia il suo vero nome, inventandosi l'identità di uno dei migliori agenti americani, col nome in codice di "Condorman". Mentre si trova a Istanbul, Woody riesce, grazie ad un colpo di fortuna, a salvare Natalia da alcuni assassini pagati da un agente cinese. Impressionata da Woody e disgustata dal trattamento del suo amante/capo Krokov, quando tornerà a Mosca, Natalia decide di disertare, chiedendo alla CIA di essere assistita da "Condorman".
Indossando il costume del suo personaggio dei fumetti "Condorman" e grazie all'aiuto di alcuni gadget e veicoli – come la Condormobile, finanziata e costruita dalla CIA, Woody si lancia nell'avventura di salvare Natalia dalle grinfie dei suoi nemici: Krokov ed il suo aiutante Morovich, un assassino con un occhio di vetro. I due andranno incontro a molti pericoli, ma con l'assistenza di Harry riusciranno a compiere la missione. Woody riuscirà anche a far funzionare finalmente la tuta alata di Condorman. Alla fine, mentre Woody, Harry e Natalia festeggiano l'arrivo negli Stati Uniti andando allo stadio, dove Harry ha preparato una sorpresa per Natalia facendo mettere una scritta di benvenuto su un'insegna elettronica del dirigibile Goodyear, dal dirigibile il capo Russ vuole che Harry chieda a Woody di compiere un'altra missione come Condorman.

## Distribuzione

### Date di uscita
Il film è stato distribuito in molti paesi, tra cui, in ordine cronologico:
- Regno Unito (2 luglio 1981)
- Stati Uniti (7 agosto 1981)
- Italia (18 dicembre 1981)
- Australia (7 maggio 1982)